# Little Ole Opry
Little Ole Opry – polski zespół bluegrassowy, powstały w 1978 roku w Krakowie. Pierwszy wykonawca bluegrassowy w Polsce.

## Historia

### Geneza powstania zespołu[3]
Z czasem krakowski muzyk zaczął występować z żoną Krystyną i z Piotrem Łopalewskim (student plastyki na ASP, muzyk grający na instrumentach strunowych) pod dowcipną, wymyśloną na poczekaniu nazwą Emeryt Big-Beata, Jego Kobita i Wolny Najmita. Członkowie tercetu samodzielnie organizowali koncerty. Nie sprzedawali biletów, lecz po występie organizowali wśród publiczności zbiórkę do kapelusza. Piotr Łopalewski ręcznie przygotowywał afisze informujące o występach grupy. Profesorowie Uniwersytetu Jagiellońskiego byli mocno sceptycznie nastawieni wobec literackiej wartości utworów Boba Dylana i nie chcieli dopuścić do tego, żeby obraz Ameryki w twórczości amerykańskiego barda stał się tematem pracy magisterskiej Jerzego Wójcika. Po kilku miesiącach sporów z promotorem, młodemu angliście udało się osiągnąć swój cel. Po obronie swoich prac dyplomowych Wójcikowie wyjechali do Londynu, gdzie spędzili ponad dwa lata, chodząc po klubach muzycznych, grywając w folkowych pubach, kupując niedostępne w kraju instrumenty i chłonąc kolorową atmosferę tzw. wolnego świata. W 1978 roku byli na koncercie Boba Dylana, zaś Jerzemu Wójcikowi udało się zdobyć jego autograf. Podsunął mu także do podpisania swoją pracę magisterską a drugą kopię podarował piosenkarzowi. Po powrocie do kraju w tym samym roku, Wójcikowie założyli zespół działający pod nazwą „Little Ole Opry”, który uznawany jest za pierwszy w Polsce zespół bluegrassowy.

### Działalność zespołu Little Ole Opry
Założycielami grupy byli: eks-gitarzysta Zdroju Jana, Jerzy Wójcik (1946–1989; śpiew, gitara, banjo, skrzypce) i jego żona Krystyna Święcicka-Wójcik (eks-Zdrój Jana; śpiew, gitara basowa, gitara). W skład zespołu wchodzili także: Piotr Łopalewski (ex-Zdrój Jana; mandolina, washboard), Jacek Ukleja (eks-Zdrój Jana; śpiew, skrzypce, gitara) i sporadycznie Marek Wilczyński (eks-Zdrój Jana; instrumenty perkusyjne, perkusja). Zespół Little Ole Opry zadebiutował 22 października 1978 roku występując w krakowskim Centrum Kultury Rotunda. Dał wiele koncertów klubowych oraz wystąpił na kilku festiwalach, m.in. na Folk Blues Meetingu w Poznaniu w kwietniu 1979 roku i na Muzycznym Campingu w Lubaniu w lipcu 1979 roku. W 1980 w Studio Filmów Rysunkowych w Bielsku-Białej nagrał swój jedyny longplay, który ukazał się dopiero w 2015 roku wraz z włączeniem go w skład dwupłytowego wydawnictwa, zatytułowanego Dedicated to Jerzy Wójcik. 18 marca 2015 roku w sali koncertowej Radia Kraków odbył się koncert promocyjny płyty. Wzięli w nim udział muzycy formacji, m.in. Krystyna Święcicka-Wójcik i Jacek Ukleja – gościnnie wystąpił m.in. Andrzej Sikorowski, biorący udział w nagraniu kolejnego krążka wchodzącego w skład antologii Dedicated To Jerzy Wójcik (są to nagrania formacji Kraków Street Band z utworami z repertuaru Little Ole Opry w nowych aranżacjach). Zespół oficjalnie zakończył działalność w grudniu 1981 roku przed stanem wojennym. Po kilku latach instrumentaliści formacji wrócili do szyldu „Little Ole Opry” nagrywając utwory autorstwa Marka Wilczyńskiego do serialu animowanego Tajemnice wiklinowej zatoki (odc. 1-4) (1984–1986) i do filmu animowanego pt. Bolek i Lolek na Dzikim Zachodzie (1986), którego ścieżka dźwiękowa ukazała się nakładem GAD Records.

### Tło[3]
Pieśni Boba Dylana docierały do Polski na falach Radia Luksembourg. Pierwsze, urodzone po II wojnie światowej pokolenie Polaków, które uległo fascynacji muzyką graną przez swych rówieśników na Zachodzie, słuchało tych piosenek w radioodbiorniku, jednocześnie rozszyfrowywując ich akordy i teksty. Należał do niego również Jerzy Wójcik, którego chęć dogłębnego zrozumienia poetyckich tekstów Dylana zachęciła do podjęcia studiów anglistycznych w Instytucie Filologii Angielskiej na Uniwersytecie Jagiellońskim w Krakowie. Kultura zachodnia nie była wówczas tak powszechna jak obecnie, więc aby zdobyć dostęp do książek, nut i nagrań Jerzy Wójcik i jego przyszła żona Krystyna Święcicka (studentka anglistyki na UJ) zostali przewodnikami oprowadzającymi turystów z Wielkiej Brytanii. Opiekowali się również obcokrajowcami, którzy przyjeżdżali do Krakowa na studia i uczęszczali na kurs języka polskiego. Dzięki temu otrzymywali od nich pocztą płyty i kasety (Wójcik zaopatrzył się w tom zawierający teksty i rysunki Dylana). Będąc gitarzystą występującego w krakowskim klubie studenckim „Pod Ręką” (lokal umiejscowiony w niskiej, ciasnej piwnicy domu studenckiego Wydziału Konserwacji i Restauracji Dzieł Sztuki Akademii Sztuk Pięknych im. Jana Matejki, przy ul. Dzierżyńskiego obecnie Lea) zespołu Zdrój Jana, młody anglista zaproponował muzykom, żeby w repertuarze grupy znalazł się zestaw trzech piosenek wykonawców anglosaskich. W tzw. Tunelu Aerodynamicznym znalazło się miejsce m.in. dla Like a Rolling Stone autorstwa Boba Dylana, pojawiało się coś z irlandzkiej klasyki, jak i londyńskie buskerstwo spod znaku Bonzo Dog Doo-Dah Bandu. Z czasem w tym samym klubie Jerzy Wójcik (śpiew, gitara akustyczna, harmonijka ustna) zaczął równolegle występować jako pieśniarz, prezentując wyłącznie utwory Dylana. Za pomocą tego skromnego instrumentarium potrafił on również zaaranżować wykonywane przez siebie utwory do czego Dylan potrzebował kilkuosobowego zespołu muzycznego. W przeciwieństwie do Maryli Rodowicz, która śpiewała Blowin’ in the Wind i The Times They Are a-Changin wyłącznie w przekładzie polskim, Jerzy Wójcik wykonywał te kompozycje posługując się oryginalnymi tekstami. Anglojęzyczną nazwą On the Road opatrzony był również jego solowy recital, na który składało się około 10 utworów. Rolę konferansjera pełnił podówczas Andrzej Keyha, kolega gitarzysty ze studiów. Następnie on sam zapowiadał grane przez siebie utwory. W maju 1972 roku wystąpił na festiwalu „Wiosna Studentów Częstochowy”. Był to jedyny raz, gdy na afiszu imprezy zmieniono nazwę jego koncertu na Songi B. Dylana. 